# Cullman
Cullman és una població dels Estats Units a l'estat d'Alabama. Segons el cens del 2008 tenia 15.295 habitants.

## Demografia
Segons el cens del 2000, Cullman tenia 13.995 habitants, 6.059 habitatges, i 3.762 famílies. La densitat de població era de 295,3 habitants/km².
Dels 6.059 habitatges en un 26,2% hi vivien nens de menys de 18 anys, en un 48,3% hi vivien parelles casades, en un 10,7% dones solteres, i en un 37,9% no eren unitats familiars. En el 35,2% dels habitatges hi vivien persones soles el 18% de les quals corresponia a persones de 65 anys o més que vivien soles. El nombre mitjà de persones vivint en cada habitatge era de 2,22 i el nombre mitjà de persones que vivien en cada família era de 2,85.
Per edats la població es repartia de la següent manera: un 21,8% tenia menys de 18 anys, un 8,2% entre 18 i 24, un 25,3% entre 25 i 44, un 22,6% de 45 a 60 i un 22,1% 65 anys o més.
L'edat mediana era de 41 anys. Per cada 100 dones hi havia 87,5 homes. Per cada 100 dones de 18 o més anys hi havia 81,4 homes.
La renda mediana per habitatge era de 29.164 $ i la renda mediana per família de 41.313 $. Els homes tenien una renda mediana de 32.863 $ mentre que les dones 21.647 $. La renda per capita de la població era de 18.484 $. Aproximadament el 9,4% de les famílies i el 13,2% de la població estaven per davall del llindar de pobresa.

## Poblacions més properes
El següent diagrama mostra les poblacions més properes.